# Manilkara
Manilkara là một chi thực vật, bao gồm các loài cây gỗ trong họ Sapotaceae. Chúng phổ biến rộng trong khu vực nhiệt đới và cận nhiệt đới, ở châu Phi, Madagascar, châu Á, Australia, và châu Mỹ Latinh, cũng như trên nhiều hòn đảo trên Thái Bình Dương và Caribe. Chi có quan hệ họ hàng gần là Pouteria.
Các loài trong chi này có quả ăn được, cũng như gỗ và nhựa mủ (latex) hữu dụng. Các loài được biết đến nhiều nhất là M. bidentata (balatá), M. chicle (chicle) và M. zapota (hồng xiêm). M. hexandra là hoa tượng trưng của tỉnh Prachuap Khiri Khan, Thái Lan, nơi người ta gọi nó là rayan. M. obovata ở vùng nhiệt đới châu Phi chia sẻ tên gọi lê châu Phi với loài hoàn toàn khác biệt hẳn là Dacryodes edulis, và chúng cũng không nên nhầm lẫn với Baillonella toxisperma, được biết với tên gọi thông thường gần giống là lê gỗ châu Phi.
Tên chi Manilkara có nguồn gốc từ manil-kara, tên gọi thông thường của M. kauki trong tiếng Malayalam.
Các cây gỗ của chi Manilkara thường là đáng kể, hoặc thậm chí là chi phối trong các hệ sinh thái bản địa của chúng, như trong rừng thường xanh khô Đông Deccan, rừng ẩm nhiệt đới trước núi Trung Mỹ, hoặc cùng với Cynometra như ở Vườn quốc gia Arabuko Sokoke ở Kenya.
Quả của Manilkara là một nguồn thức ăn quan trọng cho nhiều loài động vật ăn quả, bao gồm các loài chim. Loài dơi ăn quả đỏ (Stenoderma rufum) là loài phát tán hạt chủ yếu và có lẽ là duy nhất của M. bidentata tại nhiều nơi trong khu vực Caribe.  Tuckerella xiamenensis, một loài ve bét cũng đã được mô tả từ một cây hồng xiêm.
Một vài loài trong chi này ở tình trạng nguy cấp do khai thác quá mức và hủy diệt môi trường sống. M. gonavensis ở Haiti và M. spectabilis ở Costa Rica gần như đã tuyệt chủng.
Các loài được ghi nhận ở Việt Nam bao gồm: găng néo (Manilkara hexandra), viết (Manilkara kauki) và hồng xiêm (Manilkara zapota).

## Các loài

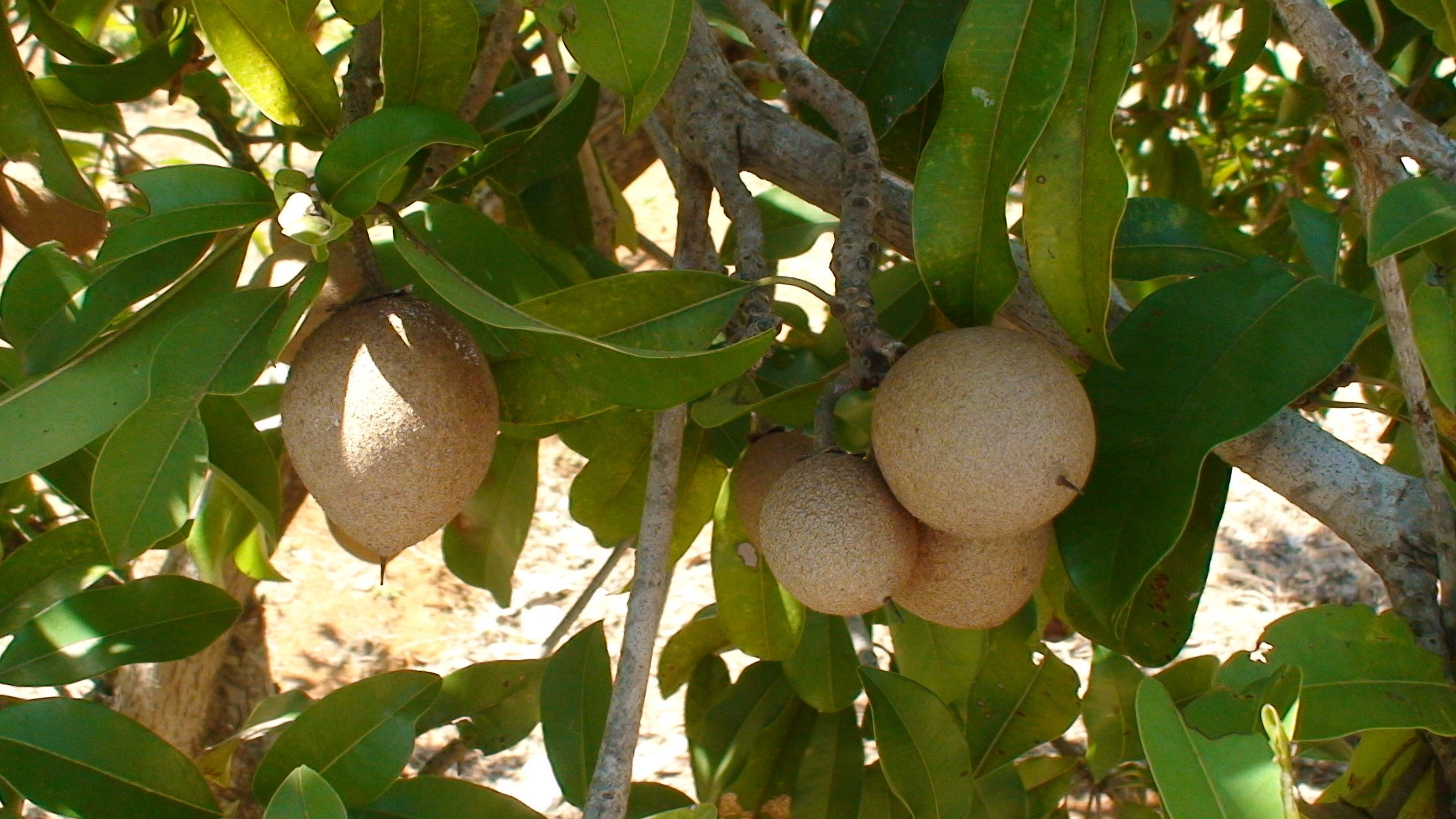
Cây hồng xiêm (Manilkara zapota) ở Tamil Nadu, Ấn Độ.

Các loài sau đây được liệt kê trong chi Manilkara:
- Manilkara adolfi-friederici (Engl. & K.Krause) H.J.Lam, 1941
- Manilkara bequaertii (De Wild.) H.J.Lam, 1941
- Manilkara bidentata (A.DC.) A.Chev., 1932 – balatá, ausubo, bulletwood, massaranduba, cow-tree, purple-heart.
- Manilkara boivinii Aubrév., 1971
- Manilkara bolivarensis T.D.Penn., 1990
- Manilkara butugi Chiov., 1940
- Manilkara capuronii Aubrév., 1971
- Manilkara casteelsii (De Wild.) H.J.Lam, 1941
- Manilkara cavalcantei Pires & Rodrigues ex T.D.Penn., 1990
- Manilkara celebica H.J.Lam, 1941
- Manilkara chicle (Pittier) Gilly, 1943 – chicle.
- Manilkara concolor (Harv. ex C.H.Wr.) Gerstn., 1948
- Manilkara dardanoi Ducke, 1952
- Manilkara dawei (Stapf) Chiov., 1940
- Manilkara decrescens T.D.Penn, 1990
- Manilkara discolor (Sond.) J.H.Hemsl., 1967
- Manilkara dissecta Dubard, 1915
- Manilkara doeringii (Engl. & K.Krause) H.J.Lam, 1941
- Manilkara dukensis (Engl. & K.Krause) H.J.Lam, 1941
- Manilkara elata (Allemão ex Miq.) Monach., 1952
- Manilkara excelsa (Ducke) Standl., 1933
- Manilkara excisa (Urb.) H.J.Lam, 1941
- Manilkara fasciculata (Warb.) H.J.Lam & Maas Geester., 1941
- Manilkara fischeri (Engl.) H.J.Lam, 1941
- Manilkara fouilloyana Aubrév. & Pellegr., 1957
- Manilkara frondosa (Hiern) H.J.Lam, 1941
- Manilkara gonavensis (Urb. & Ekman) Gilly ex Cronquist, 1945
- Manilkara hexandra (Roxb.) Dubard, 1915 – găng néo,[6] palai, palu, rayan.
- Manilkara hoshinoi (Kaneh.) P.Royen, 1953
- Manilkara huberi (Ducke) A.Chev., 1933
- Manilkara ilendensis (Engl.) H.J.Lam, 1941
- Manilkara inundata (Ducke) Ducke ex Monach., 1952
- Manilkara jaimiqui (C.Wright) Dubard, 1915 – dilly dại.
- Manilkara kanosiensis H.J.Lam & B.Meeuse, 1941 – torem, sawai.
- Manilkara kauki (L.) Dubard, 1915 – viết,[6] caqui, wongi.
- Manilkara koechlinii Aubrév. & Pellegr., 1961
- Manilkara kribensis (Engl.) H.J.Lam, 1941
- Manilkara kurziana H.J.Lam & B.Meeuse, 1941
- Manilkara le-testui Aubrév. & Pellegr., 1961
- Manilkara letouzeyi Aubrév., 1963
- Manilkara littoralis Dubard, 1915
- Manilkara longifolia (A.DC.) Dubard, 1915
- Manilkara longistyla (De Wild.) C.M.Evrard, 1967
- Manilkara lososiana Kenfack & Ewango, 2005
- Manilkara mabokeensis Aubrév., 1964
- Manilkara maxima T.D.Penn, 1990
- Manilkara mayarensis (Ekman ex Urb.) Cronquist, 1945
- Manilkara microphylla Aubrév. & Pellegr., 1961
- Manilkara mochisia (Bak.) Dubard, 1948
- Manilkara multifida T.D.Penn, 1990
- Manilkara nicholsonii A.E.van Wyk, 1982
- Manilkara obovata (Sabine & G.Don) J.H.Hemsl., 1963 – lê châu Phi.
- Manilkara paraensis (Huber) Standl., 1933
- Manilkara pellegriniana Tisserant & Sillans, 1953
- Manilkara perrieri Aubrév., 1971
- Manilkara pleeana  (Pierre ex Baill.) Cronquist, 1945
- Manilkara pobeguinii Pierre ex Dubard, 1914
- Manilkara pubicarpa Monach., 1952
- Manilkara roxburghiana (Wight) Dubard, 1915
- Manilkara rufula  (Miq.) H.J.Lam, 1941
- Manilkara sahafarensis Aubrév., 1971
- Manilkara salzmannii  (A.DC.) H.J.Lam, 1941
- Manilkara samoensis H.J.Lam & B.Meeuse, 1941
- Manilkara sansibarensis (Engl.) Dubard, 1915
- Manilkara seretii  (De Wild.) H.J.Lam, 1941
- Manilkara sideroxylon (Hook.) Dubard, 1915
- Manilkara smithiana H.J.Lam & Maas Geester., 1941
- Manilkara spectabilis (Pittier) Standl., 1932
- Manilkara staminodella Gilly, 1943
- Manilkara suarezensis Aubrév., 1971
- Manilkara subsericea (Mart.) Dubard, 1915
- Manilkara sulcata Dubard, 1915
- Manilkara sylvestris Aubrév. & Pellegr., 1957
- Manilkara triflora (Allemão) Monach., 1952
- Manilkara udoido Kaneh., 1933
- Manilkara valenzuelana (A.Rich.) T.D.Penn., 1990
- Manilkara vitiensis (H.J.Lam & v.Olden) B.Meeuse, 1941
- Manilkara zapota (L.) P.Royen, 1953 – hồng xiêm,[6] sapodilla, sapota, sapoti hay dilly (Bahamas), naseberry (Caribe), chico, chiku, ciku, quả rắn, níspero, nipero, mespel.
- Manilkara zenkeri Lecomte ex Aubrév. & Pellegr., 1961